# Lecanora chionocarpoides
Lecanora chionocarpoides är en lavart som beskrevs av Helge Thorsten Lumbsch. 
Lecanora chionocarpoides ingår i släktet Lecanora och familjen Lecanoraceae. Inga underarter finns listade i Catalogue of Life.